# Matmut Atlantique
Matmut Atlantique, även känd som Nouveau Stade de Bordeaux, är en fotbollsarena i Bordeaux. Arenan är hemmaarena för FC Girondins de Bordeaux sedan maj 2015 då klubben flyttade från Stade Chaban-Delmas.
Arenan började byggas 2013, avslutades i april 2015 och invigdes slutligen den 18 maj 2015. Den första matchen på arenan var den 23 maj 2015 då Bordeaux tog emot Montpellier i Ligue 1. Arenan var värd för Top 14:s semifinal säsongen 2014-15 samt fem gruppspelsmatcher och en fjärdedelsfinalmatch i fotbolls-EM 2016.

## Galleri

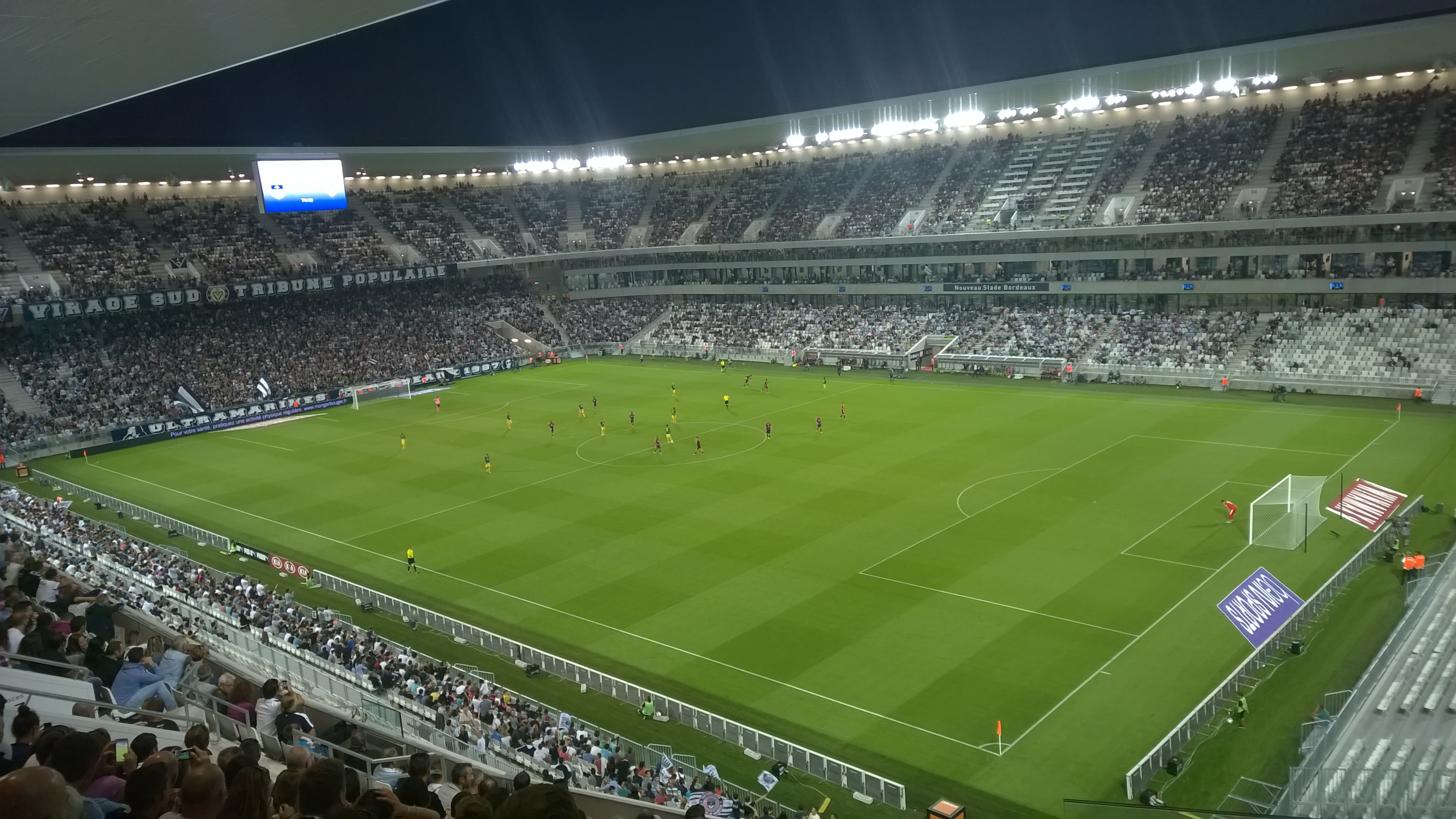